# Руже (потпородица)
Rosoideae је потпородица која се налази у оквиру породице ружа (Rosaceae). У ову потпородицу сврстано је преко 40 родова са око 850 врста. Међу познатијим родовима суː Rubus, Fragaria, Rosa, Potentilla.

## Основне карактеристике
У ову потпородицу сврстане су биљке различитих хабитуса, зељасте биљке, лијане и жбунови. Плодник формира само један семени заметак, односно настаје само једно семе у плоду који је непуцајући. Цветови имају безброј равни осе симетрије, пуно прашника, тучак је грађен из више оплодних листића који нису међусобно срасли, цветни омотач је двострук и конвексну цветну ложу.  Одређени родови имају и спољне чашичне листиће.

## Галерија
- купина
- Rubus caesius
- Rubus caesius, цвет
- Rubus caesius, цвет
- Rubus ideans
- Rubus ideans
- Rosa canina
- Rosa canina
- Rosa canina
- Rosa canina, plod
- Rosa canina, plod
- Rosa canina, plod